# Cyathea grantii
Cyathea grantii är en ormbunkeart som beskrevs av Edwin Bingham Copeland. Cyathea grantii ingår i släktet Cyathea och familjen Cyatheaceae. Inga underarter finns listade.